# Jeremias Gotthelf
 (février 2023).
Si vous disposez d'ouvrages ou d'articles de référence ou si vous connaissez des sites web de qualité traitant du thème abordé ici, merci de compléter l'article en donnant les références utiles à sa vérifiabilité et en les liant à la section « Notes et références ».
Jeremias Gotthelf est le pseudonyme (tiré de son premier roman Le Miroir du paysan ou la vie de Jérémias Gotthelf) de l'écrivain bernois Albert Bitzius (né à Morat le 4 octobre 1797 et décédé le 22 octobre 1854 à Lützelflüh).

## Biographie
Fils du pasteur Sigismond Bitzius, il passa son enfance à Utzenstorf (Berne) avant de rentrer à l'académie de Berne en 1814 pour suivre des études de théologie. Il participe à la fondation de la société suisse des étudiants de Zofingue en 1819. Il devint vicaire de son père à Utzenstorf en 1820 et le resta jusqu'à la mort de celui-ci en 1824. Il déménage alors à Herzogenbuchsee, puis à Berne et finalement en 1830 à Lützelflüh. Il écrit des articles de journaux dès 1828, mais surtout à la suite des événements de 1831. La plupart de ses contributions (env. 150) seront publiées dans le Berner Volksfreund. Il commence à publier ses livres en 1837 et ne cessera d'écrire jusqu'à sa mort. Il laisse treize romans et soixante-dix récits. Les plus connus sont Heurs et malheurs d'un maître d'école (Leiden und Freuden eines Schulmeisters), Barthy le vannier (Barthli der Korber), Elsi, l'étrange servante (Elsi, die seltsame Magd), L'Araignée noire (Die schwarze Spinne), Argent et Esprit (Geld und Geist).
Gotthelf s'attache dans ses œuvres à décrire l'impact de la modernisation (démocratisation, capitalisme) sur la société paysanne. Pour rendre l'authenticité de ce monde rural, il n'hésite pas à mêler sa prose de dialecte bernois ; une démarche qui n'est pas sans préfigurer celle d'un Ramuz. Contrairement à Gottfried Keller, Gotthelf est un conservateur, qui observe d'un œil méfiant la Suisse se transformer. La critique allemande voit en lui un auteur significatif de l'époque Biedermeier. Thomas Mann trouvait même à la simplicité rustique de ses personnages quelque chose d'homérique. Comme l'écrit Claude Haenggli dans sa préface de L'Araignée noire : Alors que la réception de l’œuvre de Gotthelf souffre du caractère provincial qu’on attribue à ses romans, que les films tournés au milieu du siècle dernier ont encore malheureusement souligné, ce d’autant plus qu’ils étaient remarquablement interprétés par d’excellents acteurs, des romans comme L’Araignée noire et Le Déluge en Emmental échappent dans une certaine mesure à cette vision réduite. En effet, on se rend bien compte qu’il s’agit de sujets universels, restant d’actualité pour les hommes où qu’ils se trouvent et en toute époque. Pour Gotthelf, il ne s’agit pas prioritairement de raconter une histoire fantastique ou de décrire un événement extraordinaire, mais d’étudier les réactions des hommes et d’en tirer une leçon.

## Disponibles en français
- L'argent et l'esprit, ou la réconciliation, Lausanne, Suisse, Éditions L'Âge d'Homme, coll. « Au cœur du monde », 2000, 370 p. (ISBN 978-2-8251-1415-5, lire en ligne)
- Le Miroir des paysans, Lausanne, Suisse, Éditions L'Âge d'Homme, coll. « Au cœur du monde », 2002, 372 p. (ISBN 978-2-8251-1551-0, lire en ligne)
- Bréviaire de sagesse, Monaco-Paris, Le Rocher, coll. « Anatolia », 2002, 111 p. (ISBN 978-2-268-04365-4)
- Uli le fermier, Lausanne, Suisse, Éditions L'Âge d'Homme, coll. « Au cœur du monde », 2003, 407 p. (ISBN 978-2-8251-1697-5, lire en ligne)
- Anne-Bäbi Jowäger. Ses expériences de ménagère et de guérisseuse, Lausanne, Suisse, L'Âge d'homme, coll. « Au cœur du monde », 2004, 847 p. (ISBN 978-2-8251-1870-2, lire en ligne)
- Joggeli à la recherche d'une femme et autres nouvelles, Lausanne, Suisse, Éditions L'Âge d'Homme, coll. « Poche Suisse », 2006, 247 p. (ISBN 978-2-8251-3625-6, lire en ligne)
- Heurs et malheurs d'un maître d'école : roman  (trad. de l'allemand), Lausanne, Suisse, Éditions L'Âge d'Homme, 2009, 566 p. (ISBN 978-2-8251-3970-7)
- L'Araignée noire, suivi de Le déluge en Emmental  (trad. de l'allemand), Lausanne, Suisse, Éditions L'Âge d'Homme, coll. « Poche Suisse », 2010, 217 p. (ISBN 978-2-8251-4086-4)
- La Mariette aux fraises, suivi de Elsi l'étrange servante et Hans Berner et ses fils  (trad. de l'allemand), Lausanne, Suisse, Éditions L'Âge d'Homme, coll. « Poche Suisse », 2010, 135 p. (ISBN 978-2-8251-4085-7)
- Benz, Genève, Suisse, Éditions Zoé, coll. « Mini-Zoé 83 », 2011, 64 p. (ISBN 978-2-88182-709-9)

## Sources
1. ↑  Ruedi Graf (trad. Boris Anelli), « Albert Bitzius (Jeremias Gotthelf) » dans le Dictionnaire historique de la Suisse en ligne, version du 8 avril 2020.

- P.O. Walzer, Dictionnaire des littératures suisses, Lausanne, Éditions de L'Aire, 1991

- (de) Cet article est partiellement ou en totalité issu de l’article de Wikipédia en allemand intitulé « Jeremias Gotthelf » (voir la liste des auteurs).